# Адлерсхоф (платформа)
Адлерсхо́ф (нем. Adlershof) — остановочный пункт Берлинской городской электрички. Расположен в районе Берлина Адлерсхоф в округе Трептов-Кёпеник.

## История
Остановочный пункт был открыт 8 января 1894 года в составе железной дороги Берлин-Горлиц.
В 1901 году платформа была переименована в Адлерсхоф-Альтглинике (нем. Adlershof-Alt-Glienicke).
В 1928 году пути у остановочного пункта были электрифицированы, 6 ноября из Адлерсхофа отправилась первая электричка.
1 января 1935 либо 1937 года платформе было возвращено название Адлерсхоф.
В 2006—2010 годах были проведены существенные работы по реконструкции пассажирской платформы, в частности, длина моста над шоссе Рудовер (нем. Rudower Chaussee) была увеличена с 36 до 54 метров, что должно позволить останавливаться трамваям и автобусам прямо под платформой.

## Использование
На платформе останавливаются поезда линий городской электрички S8, S85, S9, S45 и S46.